# Truplaya aethiopica
Truplaya aethiopica är en tvåvingeart som först beskrevs av Lindner 1958.  Truplaya aethiopica ingår i släktet Truplaya och familjen platthornsmyggor.
Artens utbredningsområde är Tanzania. Inga underarter finns listade i Catalogue of Life.